# مانون أندريه
مانون أندريه (بالفرنسية: Manon André)‏ هي لاعبة اتحاد الرغبي فرنسية، ولدت في 22 سبتمبر 1986 في موريه في فرنسا.